# 平桥乡 (金堂县)
平桥乡，是中华人民共和国四川省成都市金堂縣曾经下辖的一个乡。2019年12月，撤消平桥乡，所属行政区域划为高板街道的行政区域。

## 行政区划
平桥乡撤销前下辖以下地区：
平安桥社区、清堰社区、石桅子村、金钱寺村、小米塘村、玉亭村、鸿河村、同善村、大禹村、五盛村和三岔河村。